# Archisotoma theae
Archisotoma theae är en urinsektsart som beskrevs av Arne Fjellberg 1980. Archisotoma theae ingår i släktet Archisotoma, och familjen Isotomidae. Arten är reproducerande i Sverige.